# گود واتر (آلاباما)
گود واتر (به انگلیسی: Goodwater) شهری در شهرستان کائوسا ایالت آلاباما است که مساحت آن ۱۶٫۸۹ کیلومتر مربع است و در سرشماری سال ۲۰۱۰ میلادی، ۱٬۴۷۵ نفر جمعیت داشته و تراکم جمعیتی آن، ۸۷٫۳۳ نفر در هر کیلومتر مربع بوده است.